# Polder Enspijk
De Dorpspolder Enspijk is een polder en voormalig waterschap in de provincie Gelderland. Hij maakt deel uit van de Tielerwaard en ligt in het gebied van de voormalige gemeente Geldermalsen, die nu tot West Betuwe behoort. In de polder ligt het gelijknamige dorp Enspijk.

## Geschiedenis
Vanouds was de ontwateringszorg een lokale aangelegenheid, die berustte bij de dorpen of buurtschappen. Van 1938 tot opheffing hield het Polderdistrict Tielerwaard toezicht op de werken en administratie van de dorpspolder. De invoering van het Rivierpolderreglement in 1838 resulteerde uiteindelijk in de opheffing van de Dorpspolder Enspijk en andere dorpspolders van de Tielerwaard in 1955. Net als andere polders in de Tielerwaard verzette ook Enspijk zich tegen opheffing van de dorpspolders: samenvoeging zou alleen maar tot kostenverhoging leiden. Het verzet bij Gedeputeerde Staten van Gelderland had geen effect. De polder ging op in het Polderdistrict Tielerwaard.
De Tieler- en Bommelerwaard hadden regelmatig te kampen met overstromingen. De Dorpspolder van Enspijk overstroomde voor de laatste keer tijdens de Watersnood van 1855 in maart.

## Bemaling
In het verre verleden waterde het gebied van Enspijk op natuurlijke wijze af. In 1474 komen de dorpen Heesselt, Est, Opijnen, Neerijnen, Hiern (Waardenburg) en Tuil en de stad Zaltbommel, de dorpen Malsen (Geldermalsen), Deil, Enspijk, Rumpt, Gellicum, Beesd, Rhenoy en de abt van de Heerlijkheid Mariënwaerdt hiervoor overeen dat ze werkzaamheden verrichten aan de Boutensteinse sluis, gelegen in de Lingedijk, de kosten gezamenlijk delen en in gezamenlijk bezit houden.. 
Op een gegeven moment was natuurlijke afwatering niet meer mogelijk. De bemaling van de polder had daarna eeuwenlang plaats door een windmolen van het type grondzeiler, gebouwd rond 1607 en gesloopt in 1951. 
In 1926 werd de polder voorzien van een elektrisch gemaal. Dit gemaal werd in 1964-1965 gesloopt.